# Puch bei Weiz
Puch bei Weiz ist eine Gemeinde in der Ost-Steiermark (Österreich), etwa 20 km nordöstlich von Graz und 8 km östlich der Bezirkshauptstadt Weiz. Sie liegt im oststeirischen Hügelland.

## Geografie
Die Gemeinde hat eine Fläche von 24,84 km² und 2049 Einwohner (Stand 1. Jänner 2025). Der Hauptort Puch, in dessen Mitte die Pfarrkirche zum Hl. Oswald steht, hat seinen Dorfcharakter bis heute erhalten.

### Gemeindegliederung
Das Gemeindegebiet umfasst folgende sechs Ortschaften (in Klammern Einwohnerzahl Stand 1. Jänner 2025):
- Elz (391)
- Harl (379)
- Höfling (110)
- Klettendorf (207)
- Perndorf (332)
- Puch bei Weiz (630)

Die Gemeinde besteht aus den sechs Katastralgemeinden Elz, Harl, Höfling, Klettendorf, Perndorf und Puch und umfasst eine Fläche von 24,84 km².

## Geschichte
Das Gemeindegebiet von Puch ist bereits seit der Steinzeit bewohnt, was zahlreiche Funde am Kulm bestätigen. Auch in der Kelten- und Römerzeit spielte der Kulm eine wichtige Rolle in der Region.
Die Pfarre Puch bei Weiz wurde erstmals im Jahre 1386 erwähnt.

### Bevölkerungsentwicklung
| Puch bei Weiz: Einwohnerzahlen von 1869 bis 2024    | Puch bei Weiz: Einwohnerzahlen von 1869 bis 2024 | Puch bei Weiz: Einwohnerzahlen von 1869 bis 2024 | Puch bei Weiz: Einwohnerzahlen von 1869 bis 2024 | Puch bei Weiz: Einwohnerzahlen von 1869 bis 2024 |
| --------------------------------------------------- | ------------------------------------------------ | ------------------------------------------------ | ------------------------------------------------ | ------------------------------------------------ |
| Jahr                                                |                                                  |                                                  |                                                  | Einwohner                                        |
| 1869                                                | 1869                                             |                                                  | 2.017                                            | 2.017                                            |
| 1880                                                | 1880                                             |                                                  | 2.089                                            | 2.089                                            |
| 1890                                                | 1890                                             |                                                  | 1.993                                            | 1.993                                            |
| 1900                                                | 1900                                             |                                                  | 1.990                                            | 1.990                                            |
| 1910                                                | 1910                                             |                                                  | 2.047                                            | 2.047                                            |
| 1923                                                | 1923                                             |                                                  | 1.957                                            | 1.957                                            |
| 1934                                                | 1934                                             |                                                  | 2.000                                            | 2.000                                            |
| 1939                                                | 1939                                             |                                                  | 1.932                                            | 1.932                                            |
| 1951                                                | 1951                                             |                                                  | 1.965                                            | 1.965                                            |
| 1961                                                | 1961                                             |                                                  | 1.931                                            | 1.931                                            |
| 1971                                                | 1971                                             |                                                  | 2.033                                            | 2.033                                            |
| 1981                                                | 1981                                             |                                                  | 2.077                                            | 2.077                                            |
| 1991                                                | 1991                                             |                                                  | 2.125                                            | 2.125                                            |
| 2001                                                | 2001                                             |                                                  | 2.184                                            | 2.184                                            |
| 2011                                                | 2011                                             |                                                  | 2.097                                            | 2.097                                            |
| 2021                                                | 2021                                             |                                                  | 2.053                                            | 2.053                                            |
| 2024                                                | 2024                                             |                                                  | 2.035                                            | 2.035                                            |
| Quelle(n): Statistik Austria, Gebietsstand 1.1.2021 |                                                  |                                                  |                                                  |                                                  |

## Kultur und Sehenswürdigkeiten

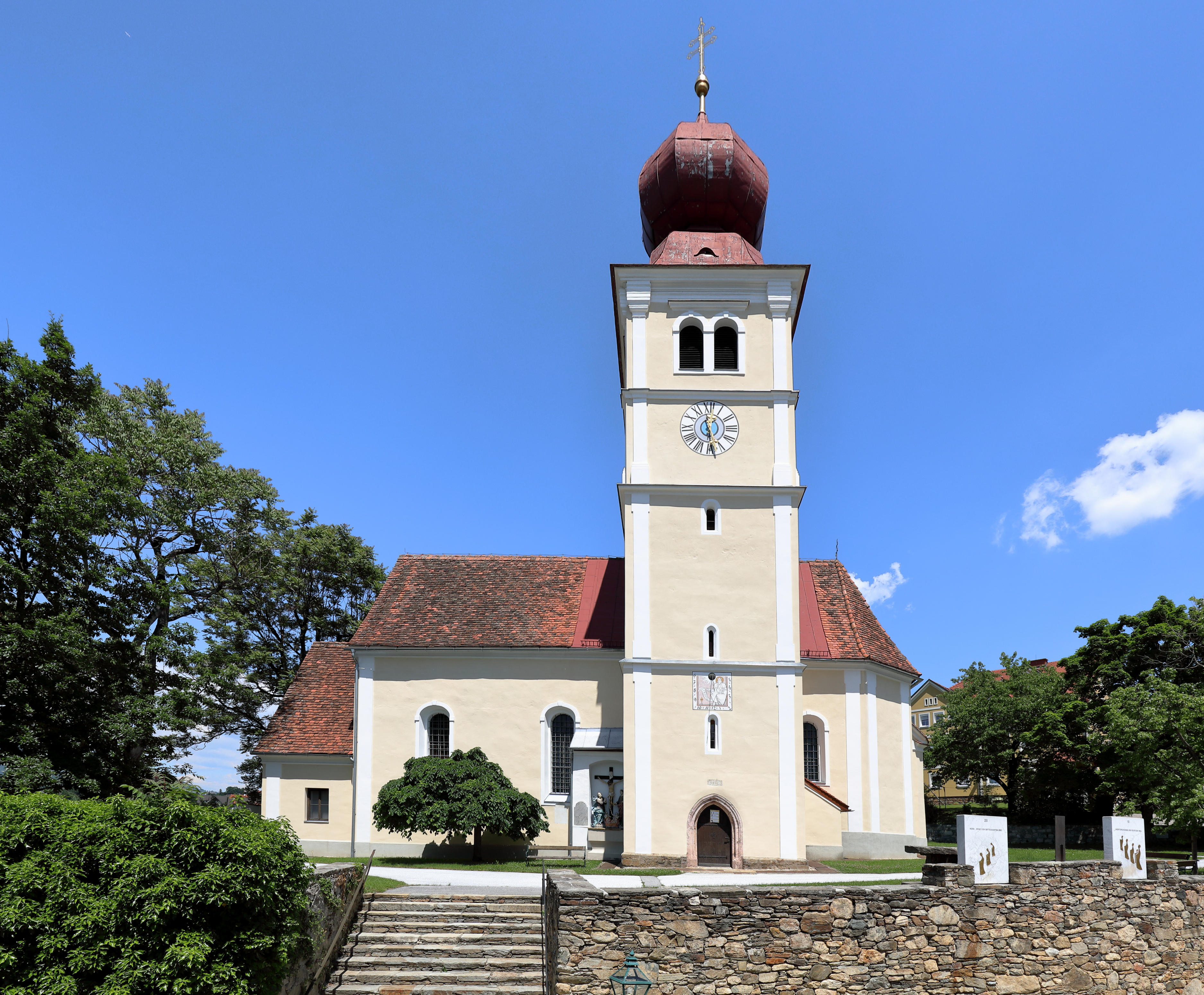
Pfarrkirche Puch bei Weiz

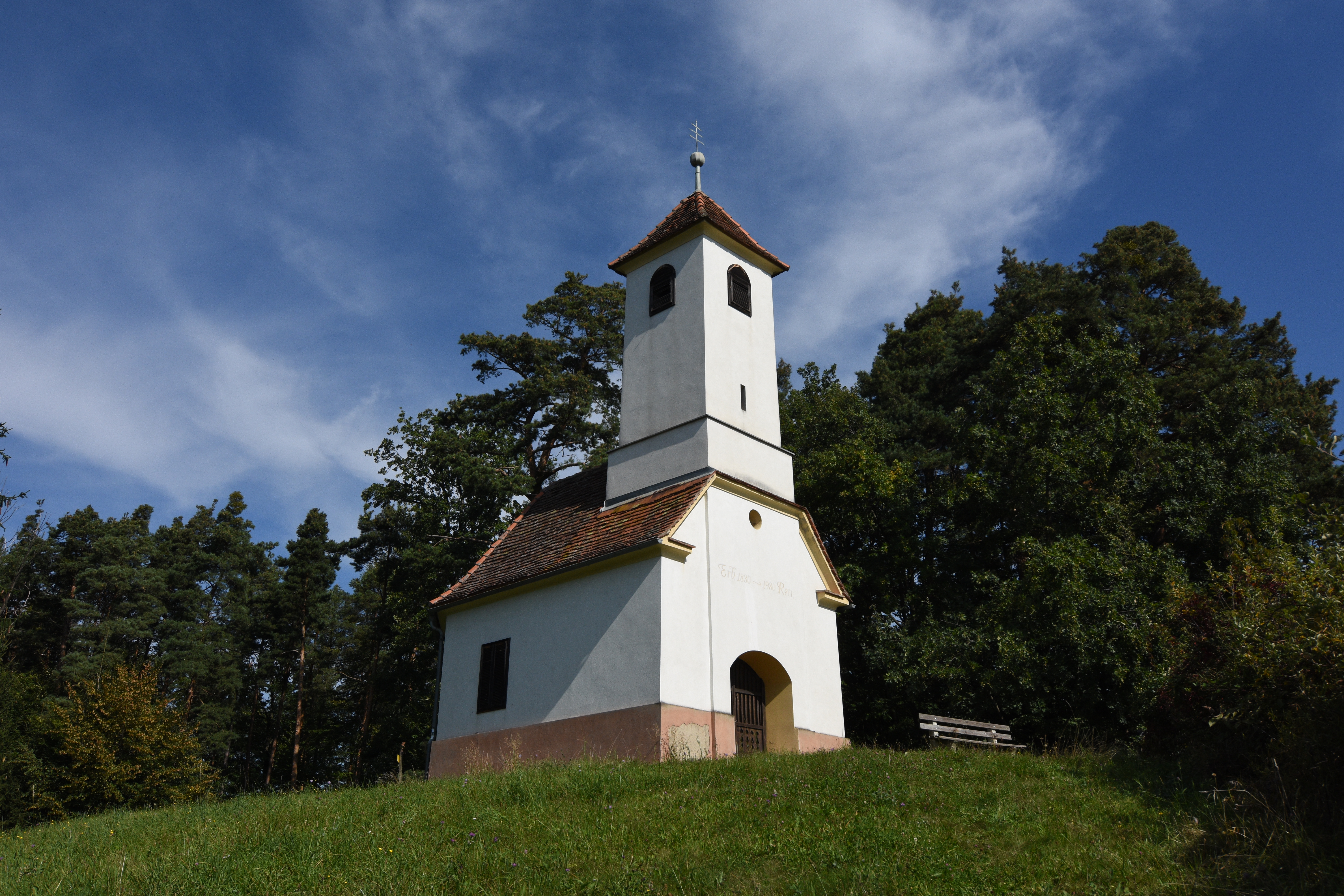
Ilzberg Kapelle

- Katholische Pfarrkirche Puch bei Weiz hl. Oswald: Höhepunkt der Besichtigung dieser 1444 eingeweihten Kirche ist der barocke Hochaltar. Sehenswert sind auch der Römerstein in der Kirchmauer und das gotische Seitenschiff.
- Kulmgipfel: Der Hausberg von Puch ist mit seinen 976 m zwar kein besonders hoher, aufgrund seiner Lage jedoch wichtiger Berg, da man von seinem Gipfel das gesamte östliche Alpenvorland überblicken kann. Er diente bereits im Mittelalter als Standort für Signalfeuer. Heute befindet sich am Gipfel neben einem Kreuzweg und einem Orientierungsstein eine Sendeanlage.
- Die Steirische Apfelstraße führt durch das Zentrum des steirischen Obstbaus. Eindrücke hinterlässt sie aufgrund der enormen Obstflächen und des breiten kulinarischen Angebotes auf Basis des Apfels.
- Das Museum Haus des Apfels im Ortsteil Harl behandelt alle Details der Verknüpfung Puchs mit dem Apfelanbau.
- Größter Apfel der Welt: In Elz ist als Zentrum eines entsprechenden Themenweges das Tor zum Apfelland – ein haushoher Apfelbogen aus Lärchenholz – zu sehen.
- Das Bauernmuseum bietet einen Überblick über das bäuerliche Leben des 19. und 20. Jahrhunderts.
- Kulmkapelle
- Ilzberg Kapelle

### Freizeitmöglichkeiten
- Musikverein Heimatklang Puch
- Freibad
- Tramway
- Stubenbergsee
- fünf Tennisplätze
- Skate-Funpark
- Beach-Volleyballplatz
- Fußball
- Asphaltstockschießen
- Bogenschießen
- Reiten
- Ballonfahren
- Fischen
- Wandern im Almengebiet

### Tourismusverband
Die Gemeinde bildet gemeinsam mit Feistritztal, Floing, Anger und Stubenberg den Tourismusverband „Apfelland Stubenbergsee“. Dessen Sitz ist Stubenberg.

### Ballonsportverein
1976 fand ein erstes Ballonmeeting mit zehn Heißluftballons statt, damals das bis dahin größte Europas. 1977 wurde der Verein Union Aeronautic Styria als erster Ballonsportclub Österreichs gegründet und 1978 in den Österreichischen Aero-Club aufgenommen. Obmann ist seit 2001 Jahren Hans „Himmelvater“ Almer (* 1956), er war Helfer bei den ersten Starts nach der Gründung, machte seine erste Lizenz 1986 in Ungarn, 1989 die Ballonpilotenlizenz in Österreich und war 2000 österreichischer Staatsmeister. Der Verein organisiert 2016 die 40. Apfelmontgolfiade in Puch mit 40 Teams.

## Wirtschaft und Infrastruktur
In Puch werden auf über 600 Hektar Äpfel angebaut, daher ist die Gemeinde die größte Obstbaugemeinde Österreichs. Neben dem Anbau von Äpfeln und deren Vermarktung ist der Tourismus ein wesentliches Standbein der Pucher Wirtschaft. So zählt der Ort acht Gasthöfe und mehrere Pensionen. Der Pucher Tourismus lebt einerseits von den landschaftlichen Reizen des Alpenvorlandes sowie dem Apfelanbau und andererseits von der Nähe zum Stubenbergsee, dem größten künstlichen Badesee Österreichs.
Der größte Arbeitgeber der Gemeinde ist das Obstlager Puch. Zu den Pucher Wirtschaftsbetrieben zählen eine Kfz-Werkstätte, zwei Lebensmittelhändler, eine Baumschule u. a.

### Bildung
In Puch befinden sich eine Volksschule und eine Neue Mittelschule. Der Mehrzwecksaal der Volksschule wird für verschiedene Veranstaltungen (Sportlerball, Frühlingskonzert MV Puch) genützt. Außerdem ist am Areal der Volksschule der Musikverein „Heimatklang“ untergebracht.

## Politik

### Gemeinderat
Der Gemeinderat hat 15 Mitglieder und setzt sich seit der letzten Wahl 2025 wie folgt zusammen: 8 ÖVP, 3 FPÖ, 3 SPÖ, 1 NEOS.

### Bürgermeister
Bürgermeisterin von Puch bei Weiz ist Gerlinde Schneider (ÖVP).

### Gemeindewappen
Das Wappen der Gemeinde Puch wurde am 1. Mai 1979 verliehen und wird wie folgt beschrieben:

„Im goldenen Schild ein erhöhter, in das Schildhaupt wachsender schwarzer Berg mit abgeplattetem Gipfel, kranzförmig belegt mit sechs sich berührenden goldenen Äpfeln, deren Kelche auswärts gekehrt sind und deren Stiele rechts gekrümmt, sich berühren.“

Das Wappen zeigt somit den Hausberg im Hintergrund und sechs Äpfel, welche die Katastralgemeinden symbolisieren, im Vordergrund.

## Persönlichkeiten

### Ehrenbürger
- 1979: Friedrich Niederl (1920–2012), Landeshauptmann
- 1982: Josef Krainer (1930–2016), Landeshauptmann
- 2011: ÖkR Hans Höfler (1941-2025), Ehrenzeichen und Nadel in Gold
- 2015: Josef Wiesner (1925–2016), Gemeindesekretär i. R.[8]
- 2022: Johann Leitner, Pfarrer i. R., Ehrenzeichen und Nadel in Gold

### Söhne und Töchter der Gemeinde
- Christian Ilzer (* 1977), Fußballtrainer
- Hubert Kulmer (1953–2021), Fußballspieler und -trainer
- Matthias Schiffer (1744–1827), Maler